# 180P/NEAT
180P/NEAT è una cometa periodica appartenente alla famiglia delle comete gioviane. La cometa è stata scoperta dal programma di ricerca astronomica NEAT il 20 maggio 2001, ma già al momento dell'annuncio erano state identificate immagini di prescoperta risalenti al 2 febbraio 2001: la sua riscoperta il 23 ottobre 2006 ha permesso di numerarla. Contestualmente all'annuncio della riscoperta è stato reso pubblico il ritrovamento da parte dell'astrofilo tedesco Reiner Michael Stoss di immagini risalenti al 14 maggio 1955.